# Rocha (Brasil)
Rocha és un barri de la Zona Nord del municipi de Rio de Janeiro. El seu IDH, l'any 2000, era de 0,839, el 59 millor del municipi de Rio.
El barri de Rocha forma part de la regió administrativa de Méier. Els barris integrants de la regió administrativa són: Abolição, Água Santa, Cachambi, Encantado, Engenho de Dentro, Engenho Novo, Jacaré, Lins de Vasconcelos, Méier, Piedade, Pilares, Riachuelo, Rocha, Sampaio, São Francisco Xavier i Todos os Santos.
La denominació, delimitació i codificació del Barri va ser establerta pel Decret Nº 3158, de 23 de juliol de 1981 amb alteracions del Decret Nº 5280, de 23 d'agost de 1985.

## Història
De classe mitjana i mitjana-baixa, limita amb els barris de Jacaré, Manguinhos, Benfica, São Francisco Xavier, Riachuelo i Vila Isabel. Queda separat d'aquest últim per la Serra de l'Engenho Novo. Queda tallat per les línies fèrries Santa Cruz, Japeri i Deodoro de la SuperVia, de l'antic Ferrocarril Central do Brasil i atès per les estacions São Francisco Xavier i Riachuelo. L'estació de trens local, inaugurada el 1885 i tancada el 1971, va rebre el nom d'un guàrdia del ferrocarril, que també va batejar el Barri. La seva urbanització es va fer entre els anys 1870 i 1875.
Té fàcil accés als principals barris del municipi. Avui l'àrea de Rocha és predominantment residencial però amb l'herència de moltes indústries, com Sarsa, Mirurgia, Long Life, Royal Labe, entre d'altres.